# Ghanim Bin Saad Al Saad
Ghanim Bin Saad Al Saad (en árabe: غانم بن سعد ال سعد) es un empresario catarí nacido el 23 de agosto de 1964 en Doha, Catar. Es presidente de GSSG Holding, un grupo privado diversificado en docenas de sectores, con empresas en Catar y a nivel internacional.

## Educación
Al Saad tiene una licenciatura en Ciencias Sociales por la Universidad de Catar, así como un máster en Política Social y Administración por la Universidad de Kent, y un doctorado en PYME por la Universidad de Greenwich, Reino Unido.

## Carrera profesional
Al Saad ha trabajado tanto en el sector público como en el privado. Desde 2014, toda la actividad de Al Saad se desarrolla exclusivamente en el sector privado empresarial. En 1993, fundó la Ghanim bin Saad Al Saad & Sons Holding (GSSG). GSSG engloba más de 40 empresas en Catar y el resto del mundo en sectores como el marítimo, la ingeniería, la educación, y los hoteles y restauración.
Una de las subsidiarias de GSSG es Rizon Jet, el primer operador de jets privados en Oriente Medio, que tiene una terminal propia en Catar. Su Terminal VIP en Doha fue inaugurada el 10 de marzo de 2012. La empresa ofrece una amplia gama de servicios a la industria de la aviación privada, incluyendo el alquiler de aeronaves, y la gestión de vuelos y operaciones.
En el ámbito TMT (tecnología, medios y telecomunicaciones), GSSG Holdings posee Media Group International que presta servicios a canales de televisión, estudios de cine y operadores de red, y proporciona soluciones de telecomunicaciones, radiodifusión, sistemas integrados y seguridad avanzada.
Al Saad se incorporó a la Asamblea General de Qatar Charity en 2001 y fue nombrado en miembro del consejo de administración en el mismo año. Fue desginado presidente de esta entidad benéfica el 13 de octubre de 2010, cargo que sigue ocupando.
Fue presidente y director general de Barwa Real Estate Company entre enero de 2006 y abril de 2011. Barwa Real Estate es una empresa inmobiliaria semipública, con un 45% en manos de Qatari Diar y un 55% cotizado en la Bolsa de valores de Catar.
Desde 2008 hasta 2011, Al Saad fue CEO y miembro del consejo de administración de Qatari Diar. Qatari Diar es el brazo inversort immobiliario de la Qatar Investment Authority y del Gobierno de Catar.
Fue presidente de Qatar Railways Company entre 2010 y 2011 y miembro del Comité del Puente Catar-Bahréin; presidió Qatar Charity entre 2010 y 2013. Qatar Charity es una organización no gubernamental que trabaja en benefició de la sociedad catarí y otras comunidades necesitadas. 
Al Saad fue clasiificado en el puesto número 12 de la CEO Middle East Property Power List  y en el número 27 de la Arabian Business Qatar Power List de 2012. Recibió además el título de Datuk, reconocimiento honorífico concedido por el Rey de Malasia.
Al Saad también es presidente de Oryx Group y LAMAT, empresas centradas en el sector energético global para promover la transición hacia modelos energéticos con bajas emisiones. LAMAT fue creada en 2017 y Oryx Group en 2020. Esta última especialmente activa en el Caribe y América Latina.
En julio de 2024, Oryx Group alcanzó un acuerdo  en Curazao para arrendar y operar la terminal de Bullenbaai y las instalaciones de Emmastad en Willemstad durante 30 años. Ambas instalaciones, con una capacidad de almacenamiento de más de 30 millones de barriles, son fundamentales para la logística de la importación y exportación de petróleo en el Caribe y otras regiones.
Al Saad también es inversor principal en Pont Capital, un fondo especializado en energía fundado en 2023 y dirigido por el director de inversiones Christyan Malek, antiguo director global de Estrategia Energética y director general de JP Morgan.

## Otras informaciones
Al Saad fue ponente destacado en la conferencia “Renewing the Arab World” en el Instituto del Mundo Árabe en París, en enero de 2015, junto con el presidente de Francia François Hollande, el ministro de Asuntos Exteriores de Francia Laurent Fabius, el presidente del Instituto del Mundo Árabe Jacques Lang, y otros líderes internacionales comprometidos con el diálogo interreligioso. 